# 牛背鹭坚体吸虫
牛背鹭坚体吸虫（学名：Pegosomum bubulcum）为棘口科坚体属的动物。分布于菲律宾、越南以及中国大陆的福建等地，营寄生生活，宿主牛背鹭（菲律宾）、Dupetor flavicollis（越南）、白鹭（福建）以及寄生在胆管。